# Celso Marques Portella
Celso Marques Portella (Araguari, 11 de maio de 1937) é um médico brasileiro.
Graduado em medicina pela Faculdade Nacional de Medicina em 1961, com doutorado em medicina pela Escola de Medicina e Cirurgia do Rio de Janeiro, atual Universidade Federal do Estado do Rio de Janeiro (UNIRIO) (1968).
Foi eleito membro da Academia Nacional de Medicina em 1990, ocupando a Cadeira 66, que tem José Cardoso de Moura Brasil como patrono.